# Eretmocerus illinoisensis
Eretmocerus illinoisensis är en stekelart som beskrevs av Dozier 1932. Eretmocerus illinoisensis ingår i släktet Eretmocerus och familjen växtlussteklar. Inga underarter finns listade i Catalogue of Life.